# Catia La Mar (paroisse civile)
Pour l’article homonyme, voir Catia La Mar.
Catia La Mar est l'une des onze paroisses civiles de la municipalité de Vargas dans l'État de La Guaira au Venezuela. Sa capitale est la ville de Catia La Mar, dont elle constitue la partie occidentale.

## Géographie

### Démographie
Hormis sa capitale Catia La Mar, la paroisse civile possède de nombreuses localités :
- Catia La Mar
  - Catamare
  - La Roraima
  - Negro Primero
- El Piache
- El Pozo
- La Esperanza
- Las Tunitas
- Marapa
- Vista al Mar